# Öasjöarna
Öasjöarna är en sjö i Halmstads kommun i Halland och ingår i Genevadsåns huvudavrinningsområde. Sjöns area är 0,03 kvadratkilometer och den befinner sig 153 meter över havet.